# Michael Conforto
Michael Thomas Conforto, född den 1 mars 1993 i Seattle i Washington, är en amerikansk professionell basebollspelare som är free agent. Conforto är outfielder.
Conforto har tidigare spelat i Major League Baseball (MLB) för New York Mets (2015–2021). Han har tagits ut till MLB:s all star-match en gång och till All-MLB Second Team en gång.

## Karriär

### College
Conforto studerade vid Oregon State University 2012–2014 och spelade för skolan basebollag Oregon State Beavers. Under hans tre säsonger där var hans slaggenomsnitt 0,340 och hans slugging % 0,560. Han utsågs till årets bästa spelare i Pacific-12 Conference två gånger och var finalist i omröstningen till Golden Spikes Award, priset till den bästa amatörspelaren i USA, en gång.

### Major League Baseball

#### New York Mets

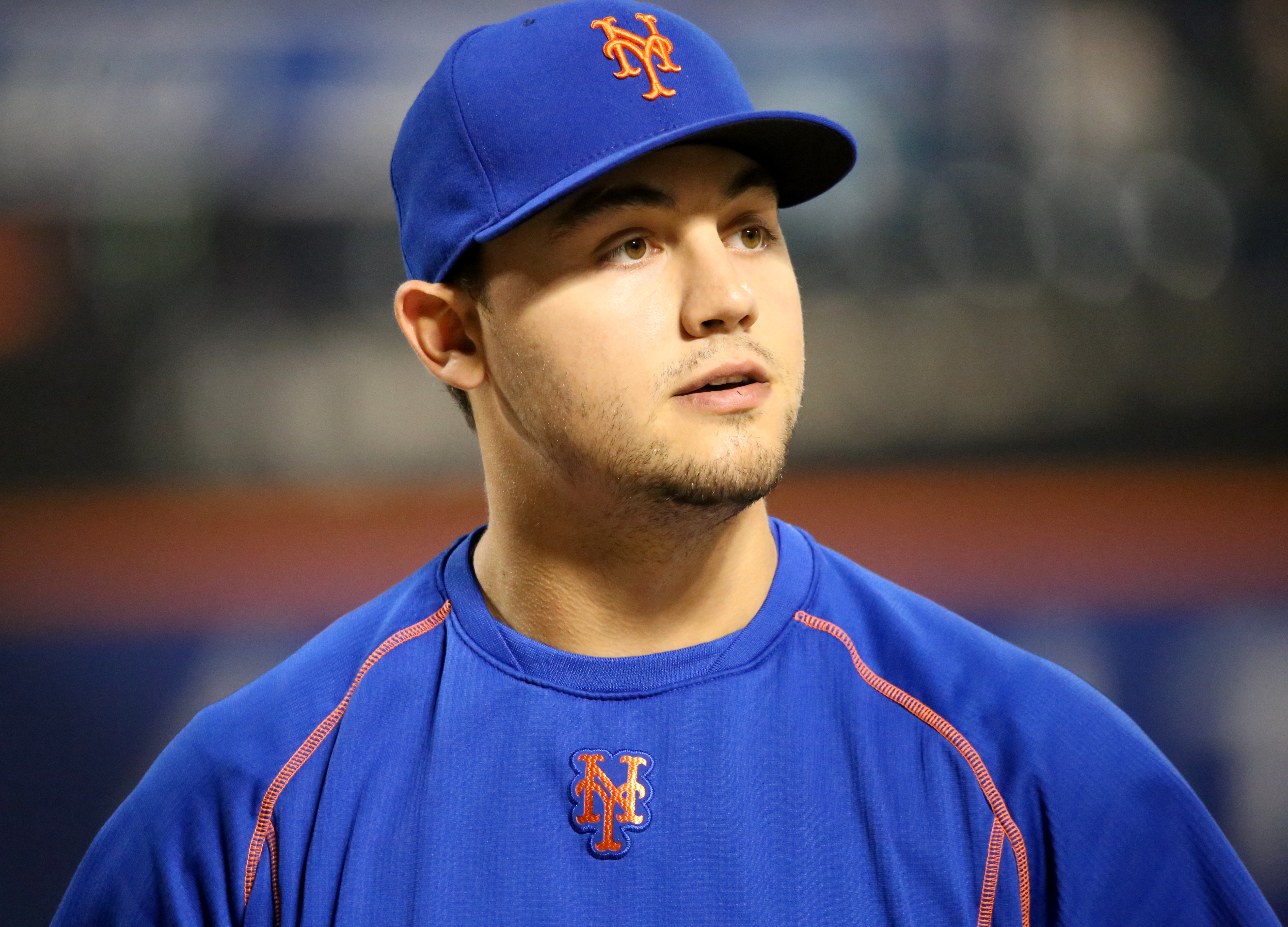
Conforto under World Series 2015.

Conforto draftades av New York Mets 2014 som tionde spelare totalt och redan samma år gjorde han proffsdebut i Mets farmarklubbssystem. Han steg snabbt i systemet och debuterade i MLB för Mets den 24 juli 2015. På 56 matcher den säsongen hade han ett slaggenomsnitt på 0,270, nio homeruns och 26 RBI:s. Mets gick hela vägen till World Series och Conforto blev den tredje spelaren i historien som spelat i Little League World Series, College World Series och World Series. Han slog två homeruns i match 4 och blev den tredje yngsta spelaren att slå två homeruns i en World Series-match. Mets förlorade dock matchserien mot Kansas City Royals med 1–4 i matcher.
Confortos första halva 2016 var en besvikelse och han skickades ned till Mets högsta farmarklubb i slutet av juni. Efter tre veckor blev han uppkallad till Mets igen. Conforto spelade 109 matcher för Mets 2016 med ett slaggenomsnitt på 0,220, tolv homeruns och 42 RBI:s. Det var endast tack vare skador på andra spelare som han tog en ordinarie plats i Mets lag 2017, men han spelade så bra att han togs ut till MLB:s all star-match för första gången. Vid tidpunkten för uttagningen hade han ett slaggenomsnitt på 0,285 och 14 homeruns. I slutet av augusti skadade han axeln allvarligt när han svingade slagträt och han tvingades till en operation som gjorde att han missade resten av säsongen. På 109 matcher var hans slaggenomsnitt 0,279 med 27 homeruns och 68 RBI:s.
Under 2018 års säsong spelade Conforto bra. Trots ett ganska lågt slaggenomsnitt på 0,243 slog han 28 homeruns och hade 82 RBI:s på 153 matcher. Året efter förbättrade han sitt spel ytterligare och satte personliga rekord med 33 homeruns och 92 RBI:s. Hans slaggenomsnitt på 151 matcher var 0,257.
2020 års säsong förkortades kraftigt på grund av covid-19-pandemin och Conforto spelade 54 matcher med ett slaggenomsnitt på 0,322, klart bäst dittills under karriären och sjunde bäst i National League. Han låg även bra till avseende on-base %, där han var sjätte bäst i ligan med 0,412, och hits, där han var sjunde bäst med 65. Vidare hade han nio homeruns och 31 RBI:s. Efter säsongen togs han ut till All-MLB Second Team. Under 2021 års säsong spelade Conforto 125 matcher och hade ett slaggenomsnitt på låga 0,232, 14 homeruns och 55 RBI:s. Efter säsongen blev han free agent för första gången, men han hade svårt att hitta någon ny klubb. I april 2022 tvingades han till operation i höger axel, vilket innebar att han inte kunde spela alls under 2022 års säsong.

## Privatliv
Confortos mor Tracie Ruiz tog två guld i konstsim vid olympiska sommarspelen 1984 i Los Angeles, i solo och i duett, samt ett silver vid olympiska sommarspelen 1988 i Seoul, i solo.